# Future Pop (album)
Ne doit pas être confondu avec futurepop.
Albums de Perfume
Cosmic Explorer
(2016) PLASMA
(2022)
Singles
1. Tokyo Girl
Sortie : 15 février 2017
2. If You Wanna
Sortie : 30 août 2017
3. Mugenmirai
Sortie : 14 mars 2018
4. Let Me Know
Sortie : 1 août 2018

Future Pop est le sixième album studio du groupe japonais Perfume, sorti le 15 août 2018. Comme les autres albums du groupe, il est intégralement composé, arrangé et produit par Yasutaka Nakata.

## Interprètes
- Ayano Ōmoto (大本 彩乃?)
- Yuka Kashino (樫野 有香?)
- Ayaka Nishiwaki (西脇 綾香?)

## Liste des titres
Toutes les chansons sont écrites et composées par Yasutaka Nakata.
| 1.    | Start-Up                 | 0:54 |
| 2.    | Future Pop               | 3:03 |
| 3.    | If You Wanna             | 2:43 |
| 4.    | Tokyo Girl               | 4:27 |
| 5.    | Fusion                   | 4:32 |
| 6.    | Tiny Baby                | 3:41 |
| 7.    | Let Me Know              | 3:25 |
| 8.    | Chorairin (超来輪)       | 3:43 |
| 9.    | Mugenmirai (無限未来)    | 3:41 |
| 10.   | Housekino Ame (宝石の雨) | 3:57 |
| 11.   | Tenku (天空)             | 4:39 |
| 12.   | Everyday                 | 3:47 |
| 42:09 |                          |      |